# Vous avez dit dingues ?
Pour plus de détails, voir Fiche technique et Distribution.
Vous avez dit dingues ? (O.C. and Stiggs) est un film américain réalisé par Robert Altman, sorti en 1985.

## Synopsis
Le film raconte les aventures d'O. C. et Stiggs, deux adolescents originaires de l'Arizona. Dans leur voiture, ils ramènent des prostituées, torturent leur pire ennemi et boivent de l'alcool qu'ils se procurent auprès d'un sans-abri.

## Fiche technique
- Titre : Vous avez dit dingues ?
- Titre original : O.C. and Stiggs
- Réalisation : Robert Altman
- Scénario : Tod Carroll, Ted Mann et Donald Cantrell
- Production : Lewis M. Allen, Robert Altman et Peter Ross Newman
- Société de production : Metro-Goldwyn-Mayer
- Musique : King Sunny Ade
- Photographie : Pierre Mignot
- Montage : Elizabeth Kling
- Pays d'origine : États-Unis
- Format : Couleurs - 2,35:1 - Mono
- Genre : Comédie
- Durée : 109 minutes
- Date de sortie : 1985

## Distribution
- Daniel Jenkins : Oliver Cromwell 'O.C.' Ogilvie
- Neill Barry : Mark Stiggs
- Jane Curtin : Elinore Schwab
- Paul Dooley : Randall Schwab
- Jon Cryer : Randall Schwab Jr.
- Laura Urstein : Lenore Schwab
- Victor Ho : Frankie Tang
- Ray Walston : Grandpa 'Gramps' Ogilvie
- Tina Louise : Florence Beaugereaux
- Cynthia Nixon : Michelle
- Dennis Hopper : Sponson
- Louis Nye : Garth Sloan
- Martin Mull : Pat Coletti
- Melvin Van Peebles : Wino Bob
- Bob Uecker : Lui-même
- Caroline Aaron : Janine
- King Sunny Ade : Lui-même